# Поульсен Форгаард, Кристоффер
Кристоффер Форгаард Поульсен (норв. Kristoffer Forgaard Paulsen; 31 января 2004, Норвегия) — норвежский футболист, защитник клуба «Викинг», выступающий на правах аренды за «Акюрейри».

## Клубная карьера
Поульсен — воспитанник клуба «Викинг». В 2020 году Кристоффер подписал с клубом контракт на 3 года. 28 ноября в матче против «Старта» он дебютировал в Типпелиге, в возрасте 16 лет. 